# 新浜レオン
新浜 レオン（にいはま レオン、本名：高城 勇貴（たかじょう ゆうき）、1996年〈平成8年〉5月11日 - ）は、千葉県白井市（旧・印旛郡白井町）出身の日本の男性演歌歌手、俳優。所属レーベルは海峡レコーズ。所属事務所はB ZONE。

## 来歴
1996年、2代目伯方の塩のCMソングで知られる演歌歌手の髙城靖雄の息子として生まれる。
白井市立白井第一小学校、白井市立白井中学校卒業。中学と高校では野球に打ち込み、将来はプロ野球選手を志し始める。当時は甲子園に行くことだけが野球をやる意味だと認識をしていたという。
中学卒業後は習志野市立習志野高等学校への進学を希望していた。野球部での推薦を貰いたくても貰えず、一般入試となるも筆記試験で悪い結果を残し、挽回のため面接試験では目の前に同校野球部監督の小林徹がいたこともあり、同校の校歌を歌ったという。その折、それが逆効果となっていたのか結果は不合格となった。こうなると「青森県内の強豪校で甲子園を目指したい」とも考えたが、「君には千葉県を出てほしくない、千葉県の宝なんだから」といった担任の一言でそれをやめ、最終的に千葉英和高等学校に進学した。同校は現在に至るまで春夏通じて甲子園出場実績はないものの、県内の強豪校で、後にプロ野球選手となる重田倫明の相棒として捕手を務めていた。しかし夏の甲子園への出場は叶わず、演歌歌手の道へと転向した。高校時代は千葉マリンスタジアムで敬愛学園高等学校に敗退したことが思い出に残っているという。
高校卒業後は父から進学を勧められたため、演歌歌手の下積みとして鞄持ちや番組出演をしつつも、大東文化大学に進学して学んだ。当時母親は安定した職を望み、演歌の道を反対していた。在学中の2017年、「ミスター大東コンテスト2017」にてグランプリを獲得した。
令和初日の2019年5月1日、B'zや倉木麻衣などが属するレーベル、ビーイングが初輩出する演歌歌手としてデビューを飾る。デビュー2日前となる、同年4月29日、成田市にある成田山新勝寺でヒット祈願イベントを開催。デビューシングルとなった『離さない 離さない』は、オリコン週間ランキング演歌・歌謡部門で1位（総合19位）を記録するヒットとなった。一方で同年、東京・上野での初めての自身のイベントには、会場に人が一人もおらず居たのは鳩3羽のみだったという不遇も経験する。
2019年5月6日放送開始の冠番組『はじめまして!僕、新浜レオンです!!』（千葉テレビ放送）は『ドシラソファミレオン♪』にリニューアルして毎週月曜日に放送されている。
2020年2月、第34回日本ゴールドディスク大賞の「ベスト・演歌/歌謡曲・ニュー・アーティスト」部門を受賞した。
それ以降も千葉テレビやTOKYO MXといった地元独立局の番組に出演が多いが、それ以外の局の番組、時折バラエティーにも進出。NHK紅白歌合戦出場も目指しているとされていた。その後、2024年12月31日放送予定の第75回NHK紅白歌合戦に初出場を果たすことが、同年11月19日に発表された。発表当日には、月曜日にレギュラー出演している『ちば朝ライブ モーニングこんぱす』（千葉テレビ）の出演者や、不定期ゲスト出演している『5時に夢中!』（TOKYO MX）からお祝いのメッセージが届いている。
野球経験があることから2023年10月期のテレビドラマ『下剋上球児』（TBSテレビ）の球児オーディションに挑戦。野球部員役の選考には落ちたものの、バッティングセンターの店員役として俳優デビューした。
2025年8月1日、石巻市観光大使に就任し、8月16日には上野観光大使に就任した。

## 人物
父親もファンだったという西城秀樹を尊敬している。周囲に演歌・歌謡曲を聴く同世代の友人が一人もいなかったことから、歌手になる際に「同世代に演歌／歌謡曲の良さを絶対伝えるんだ！」と目標に掲げた。
2019年にサンリオとのコラボキャラクター「れおすけ」が制作された。新浜はサンリオファンで、特にシナモロールがお気に入りである。
母親は料理の先生で、新浜自身も料理をしたり共演者に手作りのクッキーを配ったりしている。なお「れおすけ」の趣味もクッキー作りである。

## ディスコグラフィ

### シングル
- すべて海峡レコードからリリース。

| # | 発売日         | 曲順  | タイトル                                 | 作詞           | 作曲                | 編曲                | オリコン 最高順位 | 規格品番            |
| - | -------------- | ----- | ---------------------------------------- | -------------- | ------------------- | ------------------- | ----------------- | ------------------- |
| 1 | 2019年 5月1日  | 01    | 離さない 離さない                        | 渡辺なつみ     | 大谷明裕            | 矢野立美            | 19位              | JBCK-4001 (通常盤)  |
| 1 | 2019年 5月1日  | 02    | 心奪って                                 | 渡辺なつみ     | 大谷明裕            | 矢野立美            | 19位              | JBCK-4001 (通常盤)  |
| 1 | 2019年 5月1日  | 03    | 青春時代                                 | 阿久悠         | 森田公一            | 徳永暁人            | 19位              | JBCK-4001 (通常盤)  |
| 1 | 2019年 8月8日  | 03    | 見上げてごらん夜の星を                   | 永六輔         | いずみたく          | 増崎孝司            | 19位              | JBCK-4002           |
| 1 | 2019年 9月24日 | 03    | また逢う日まで                           | 阿久悠         | 筒美京平            | 田尻尋一            | 19位              | JBCK-4003           |
| 2 | 2020年 7月1日  | 01    | 君を求めて                               | セリザワケイコ | 馬飼野康二          | 馬飼野康二          | 7位               | JBCK-4004 (通常盤A) |
| 2 | 2020年 7月1日  | 02    | 佐原の町並み                             | 長戸大幸       | 長戸大幸            | 鶴澤夢人            | 7位               | JBCK-4004 (通常盤A) |
| 2 | 2020年 7月1日  | 03    | 私鉄沿線                                 | 山上路夫       | 佐藤寛              | 佐藤瞬              | 7位               | JBCK-4004 (通常盤A) |
| 2 | 2020年 7月1日  | 03    | 上を向いて歩こう                         | 永六輔         | 中村八大            | 佐藤瞬 髙島ユータ   | 7位               | JBCK-4005 (通常盤B) |
| 2 | 2020年 10月1日 | 03    | レオれおダンス                           | 木下智哉       | 木下智哉            | 木下智哉            | 7位               | JBCK-4006           |
| 2 | 2020年 10月1日 | 03    | 君を求めて 〜ラブリーレオンVer.〜        | セリザワケイコ | 馬飼野康二          | 馬飼野康二          | 7位               | JBCK-4007           |
| 3 | 2021年 5月12日 | 両A面 | ダメ ダメ…                               | 山崎あおい     | 馬飼野康二 鎌田俊哉 | 船山基紀            | 12位              | JBCK-4008 (通常盤A) |
| 3 | 2021年 5月12日 | 両A面 | さよならを決めたのなら                   | 渡辺なつみ     | 大谷明裕            | CHOKKAKU            | 12位              | JBCK-4008 (通常盤A) |
| 3 | 2021年 5月12日 | 03    | メモリーグラス                           | 堀江淳         | 堀江淳              | 秋山健介 髙島ユータ | 12位              | JBCK-4008 (通常盤A) |
| 3 | 2021年 5月12日 | 03    | 時の過ぎゆくままに                       | 阿久悠         | 大野克夫            | 秋山健介 髙島ユータ | 12位              | JBCK-4009 (通常盤B) |
| 3 | 2021年 9月22日 | 03    | やってみYO〜!                            | 佐々木美和     | 後藤康二            | 後藤康二            | 12位              | JBCK-4010           |
| 3 | 2021年 9月22日 | 03    | つぐない                                 | 荒木とよひさ   | 三木たかし          | 増崎孝司            | 12位              | JBCK-4011           |
| 4 | 2022年 9月28日 | 01    | ジェラシー 〜運命にKissをしよう〜        | 松井五郎       | 長戸大幸            | 船山基紀            | 7位               | JBCK-6001 (通常盤)  |
| 4 | 2022年 9月28日 | 02    | 捕まえて、今夜。                         | EARSY          | 馬飼野康二 鎌田俊哉 | 船山基紀            | 7位               | JBCK-6001 (通常盤)  |
| 4 | 2022年 9月28日 | 02    | 若き獅子たち                             | 阿久悠         | 三木たかし          | 秋山健介            | 7位               | JBCK-6002           |
| 4 | 2022年 9月28日 | 02    | 情熱の嵐                                 | たかたかし     | 鈴木邦彦            | 田尻尋一            | 7位               | JBCK-4012           |
| 4 | 2022年 9月28日 | 03    | 激しい恋                                 | 安井かずみ     | 馬飼野康二          | 田尻尋一            | 7位               | JBCK-4012           |
| 4 | 2022年 9月28日 | 02    | 離さない 離さない 〜2022年アレンジver.〜 | 渡辺なつみ     | 大谷明裕            | 黄勝日 中山浩佑     | 7位               | JBCK-4013           |
| 4 | 2022年 9月28日 | 03    | 心奪って 〜2022年アレンジver.〜          | 渡辺なつみ     | 大谷明裕            | 藤原いくろう        | 7位               | JBCK-4013           |
| 5 | 2023年 5月3日  | 両A面 | 捕まえて、今夜。                         | EARSY          | 馬飼野康二 鎌田俊哉 | 船山基紀            | 10位              | JBCK-4014           |
| 5 | 2023年 5月3日  | 両A面 | どんなに愛したとしても                   | 松井五郎       | 長戸大幸            | CHOKKAKU            | 10位              | JBCK-4014           |
| 5 | 2023年 5月3日  | 03    | ネオン☆ナイト                            | 藤原優樹       | 髙橋祐子            | 髙橋祐子            | 10位              | JBCK-4014           |
| 5 | 2023年 5月3日  | 03    | 糧                                       | 佐藤瞬         | 徳永暁人            | 徳永暁人            | 10位              | JBCK-4015           |
| 5 | 2023年 5月3日  | 03    | サヨナラを君に言わせて                   | 喜多條忠       | 大谷明裕            | 後藤康二            | 10位              | JBCK-4016           |
| 5 | 2023年 5月3日  | 03    | 夏の楽園                                 | 久米ひなた     | 鎌田俊哉            | 船山基紀            | 10位              | JBCK-4017           |
| 5 | 2023年 5月3日  | 03    | 夜のおはなし                             | SHUNCHA        | SHUNCHA             | SHUNCHA             | 10位              | JBCK-4018           |
| 6 | 2024年 3月27日 | 01    | 全てあげよう                             | 所ジョージ     | 所ジョージ          | 大平勉              | 5位               | JBCK-6003           |
| 6 | 2024年 3月27日 | 02    | Love story                               | 所ジョージ     | 所ジョージ          | 大平勉 中村修司     | 5位               | JBCK-6003           |
| 6 | 2024年 3月27日 | 02    | 結婚式に歌う唄                           | 所ジョージ     | 所ジョージ          | 沼井雅之 大平勉     | 5位               | JBCK-6004           |
| 6 | 2024年 3月27日 | 02    | 恋人になる3日前のお話し                  | 所ジョージ     | 所ジョージ          | 大平勉              | 5位               | JBCK-6005           |
| 6 | 2024年 3月27日 | 02    | 好きって何度も言う                       | 所ジョージ     | 所ジョージ          | 大平勉 中村修司     | 5位               | JBCK-6006           |
| 6 | 2024年 3月27日 | 02    | 月あかり                                 | 所ジョージ     | 所ジョージ          | 沼井雅之            | 5位               | JBCK-6007           |
| 6 | 2024年 9月11日 | 02    | 全てあげよう with 木梨憲武               | 所ジョージ     | 所ジョージ          | 大平勉              | 5位               | JBCK-6008           |
| 6 | 2024年 9月11日 | 02    | くちづけ                                 | 所ジョージ     | 所ジョージ          | 沼井雅之            | 5位               | JBCK-6009           |
| 6 | 2024年 9月11日 | 02    | 恋にゆれて                               | 所ジョージ     | 所ジョージ          | LEON 97-BAND        | 5位               | JBCK-6010           |
| 6 | 2024年 9月11日 | 02    | 夏の香り                                 | 所ジョージ     | 所ジョージ          | 沼井雅之            | 5位               | JBCK-6011           |
| 6 | 2024年 9月11日 | 02    | 奇跡を信じよう                           | 矢吹俊郎       | 矢吹俊郎            | 矢吹俊郎 中村修司   | 5位               | JBCK-6012           |
| 7 | 2025年 4月16日 | 両A面 | 炎のkiss                                 | 所ジョージ     | 所ジョージ          | 矢吹俊郎            |                   | JBCK-4019           |
| 7 | 2025年 4月16日 | 両A面 | Fun! Fun! Fun!                           | 後藤康二 S-H-Y | 後藤康二            | 後藤康二            |                   | JBCK-4019           |
| 7 | 2025年 4月16日 | 03    | GET DOWN                                 | 所ジョージ     | 大平勉 / 中村修司   | 大平勉 / 中村修司   |                   | JBCK-4019           |
| 7 | 2025年 4月16日 | 03    | memory                                   | 矢吹俊郎       | 矢吹俊郎            | 矢吹俊郎            | JBCK-4020         |                     |
| 7 | 2025年 4月16日 | 03    | 涙色のカーニバル                         | 山崎あおい     | 後藤康二            | 後藤康二            | JBCK-4021         |                     |
| 7 | 2025年 4月16日 | 03    | メラメラ・ギラギラ                       | sue / 伊織     | 大島こうすけ        | 大島こうすけ        | JBCK-4022         |                     |
| 7 | 2025年 4月16日 | 03    | 捕まえて、今夜。 －Chamber Ver.－        | EARSY          | 馬飼野康二 鎌田俊哉 | 藤原いくろう        | JBCK-4023         |                     |

### 映像作品

#### DVDシングル
| 発売日       | タイトル                         | 規格品番  |
| ------------ | -------------------------------- | --------- |
| 2022年7月6日 | ジェラシー〜運命にKissをしよう〜 | JBBK-3001 |

#### ライブ
| 発売日         | タイトル                      | 規格    | 規格品番  |
| -------------- | ----------------------------- | ------- | --------- |
| 2023年11月22日 | 新浜レオン5周年記念コンサート | Blu-ray | JBXK-5001 |

### タイアップ曲
| 年     | 楽曲                             | タイアップ                                    |
| ------ | -------------------------------- | --------------------------------------------- |
| 2020年 | 君を求めて                       | TBSテレビ「ひるおび」EDテーマ(2020年5月度)    |
| 2022年 | ジェラシー〜運命にKissをしよう〜 | TBSテレビ「ひるおび」EDテーマ(2022年5月度)    |
| 2022年 | 捕まえて、今夜。                 | アニメ「名探偵コナン 犯人の犯沢さん」OPテーマ |
| 2023年 | どんなに愛したとしても           | TBSテレビ「ひるおび」EDテーマ(2023年4月度)    |
| 2024年 | 全てあげよう                     | 日本テレビ系「DayDay.」EDテーマ(2024年3月度)  |
| 2025年 | Fun! Fun! Fun!                   | アニメ「名探偵コナン」EDテーマ                |

### ミュージック・ビデオ
| 年   | タイトル                                                                       | リンク      | 監督 | 備考 |
| ---- | ------------------------------------------------------------------------------ | ----------- | ---- | ---- |
| 2019 | 離さない 離さない                                                              | [ 動画 1 ]  |      |      |
| 2020 | 君を求めて                                                                     | [ 動画 2 ]  |      |      |
| 2020 | 佐原の町並み                                                                   | [ 動画 3 ]  |      |      |
| 2021 | さよならを決めたのなら                                                         | [ 動画 4 ]  |      |      |
| 2021 | ダメ ダメ...                                                                   | [ 動画 5 ]  |      |      |
| 2021 | やってみYO〜！                                                                 | [ 動画 6 ]  |      |      |
| 2022 | やってみYO〜！ 「チュバチュバワンダーランド」 スペシャルコラボレーションVer.〜 | [ 動画 7 ]  |      |      |
| 2022 | ジェラシー〜運命にKissをしよう〜                                               | [ 動画 8 ]  |      |      |
| 2022 | 捕まえて、今夜。                                                               | [ 動画 9 ]  |      |      |
| 2023 | どんなに愛したとしても                                                         | [ 動画 10 ] |      |      |
| 2024 | 全てあげよう                                                                   | [ 動画 11 ] |      |      |
| 2025 | 炎のkiss                                                                       | [ 動画 12 ] |      |      |

## ライブ・イベント

### 単独ライブ
| 日程          |                                                       | 会場               |
| ------------- | ----------------------------------------------------- | ------------------ |
| 2019年9月23日 | 新浜レオン ファーストコンサート 〜離さない 離さない〜 | 東京都・日経ホール |

### リリースイベント
| 日程          |                                       | 会場                                 |
| ------------- | ------------------------------------- | ------------------------------------ |
| 2019年4月29日 | デビュー記念 ヒット祈願歌唱イベント   | 千葉県・成田山新勝寺 総門前広場      |
| 2019年4月30日 | 「離さない 離さない」発売記念イベント | 千葉県・タワーレコード津田沼店       |
| 2019年5月1日  | 「離さない 離さない」発売記念イベント | 千葉県・イオンモール千葉ニュータウン |
| 2019年5月2日  | 「離さない 離さない」発売記念イベント | 千葉県・ユアエルム成田               |
| 2019年5月3日  | 「離さない 離さない」発売記念イベント | 神奈川県・ららぽーと海老名           |
| 2019年5月4日  | 「離さない 離さない」発売記念イベント | 千葉県・イオンタウン ユーカリが丘    |
| 2019年5月5日  | 「離さない 離さない」発売記念イベント | 千葉県・イオンタウン木更津朝日       |
| 2019年5月18日 | 「離さない 離さない」発売記念イベント | 東京都・浅草 音のヨーロー堂          |
| 2019年5月20日 | 「離さない 離さない」発売記念イベント | 千葉県・イトーヨーカドー四街道店     |
| 2019年5月23日 | 「離さない 離さない」発売記念イベント | 千葉県・ユアエルム八千代台店         |
| 2019年5月24日 | 「離さない 離さない」発売記念イベント | 東京都・鈴木楽器店                   |
| 2019年5月27日 | 「離さない 離さない」発売記念イベント | 東京都・赤羽 美声堂                  |
| 2019年5月28日 | 「離さない 離さない」発売記念イベント | 東京都・中野名曲堂                   |
| 2019年6月1日  | 「離さない 離さない」発売記念イベント | 千葉県・イオンモール富津             |
| 2019年6月10日 | 「離さない 離さない」発売記念イベント | 愛知県・イオンモール大高             |
| 2019年6月16日 | 「離さない 離さない」発売記念イベント | 福岡県・六本松 蔦屋書店              |
| 2019年6月23日 | 「離さない 離さない」発売記念イベント | 宮城県・銀座山野楽器仙台店           |
| 2019年6月26日 | 「離さない 離さない」発売記念イベント | 東京都・セキネ楽器                   |
| 2019年7月3日  | 「離さない 離さない」発売記念イベント | 東京都・浅草 音のヨーロー堂          |
| 2019年7月13日 | 「離さない 離さない」発売記念イベント | 大阪府・トークタウン                 |
| 2019年7月14日 | 「離さない 離さない」発売記念イベント | 大阪府・今福ファミリータウン         |
| 2019年7月17日 | 「離さない 離さない」発売記念イベント | 東京都・アリオ西新井                 |
| 2019年7月18日 | 「離さない 離さない」発売記念イベント | 東京都・タワーレコード新宿店         |
| 2019年7月22日 | 「離さない 離さない」発売記念イベント | 北海道・ミュージックショップ音楽処   |
| 2019年8月7日  | 「離さない 離さない」発売記念イベント | 東京都・浅草 音のヨーロー堂          |
| 2019年8月10日 | 「離さない 離さない」発売記念イベント | 東京都・ミュージックショップ ダン    |
| 2019年8月12日 | 「離さない 離さない」発売記念イベント | 千葉県・イオンマリンピア店           |

## 出演

### 現在のレギュラー番組
- ちば朝ライブ モーニングこんぱす（2021年3月29日 -  チバテレ） - 月曜メインパーソナリティ
- 特選!うたわたり 新浜レオンの歌を聴いておくレオン!!（2023年4月10日 - STVラジオ）
- はじめまして!僕、新浜レオンです!! → ドシラソファミレオン♪（2019年5月 -  チバテレ）[9]
- 土曜朝6時 木梨の会。（TBSラジオ）不定期出演
- 新浜レオン 今日も元気にがんばレオン。（TBSラジオ）

### 過去のレギュラー番組
- Jソングアワー〜あの人の歌が聞こえる〜（2015年10月 - 2018年9月、チバテレ） - 高城勇貴（本名）名義で出演

### 過去に出演した番組

#### テレビ番組
- 5時に夢中!（東京MX）
- MUSIC X（BS-TBS）
- 1億人の大質問!?笑ってコラえて!（2024年11月13日、日本テレビ）
- うたコン（NHK総合）
- 人生、歌がある（BS朝日）
- 開運!なんでも鑑定団（テレビ東京）
- FNS歌謡祭（2024年12月11日、フジテレビ）
- 新・BS日本のうた（2024年12月15日、NHK BS）
- ネプリーグ（2024年12月16日、フジテレビ）
- 第66回日本レコード大賞（2024年12月30日、TBSテレビ・ラジオ）
- 第16回明石家紅白歌合戦（2024年12月24日、NHK総合）
- 第75回NHK紅白歌合戦（2024年12月31日、NHK総合・ラジオ第1）

### NHK紅白歌合戦出場歴
| 年度   | 放送回 | 回 | 曲目         | 出演順 | 備考                       |
| ------ | ------ | -- | ------------ | ------ | -------------------------- |
| 2024年 | 第75回 | 初 | 全てあげよう | 04/21  | 木梨憲武・所ジョージと共演 |

### テレビドラマ
- 下剋上球児（2023年10月15日 - 12月17日、TBS） - ジョンソン 役[11]
- 大河ドラマ べらぼう〜蔦重栄華乃夢噺〜（2025年放送予定、NHK） - 富本斎宮太夫 役[22]

### ラジオ
- 特選!うたわたり 新浜レオンの歌を聴いておくレオン!!（2023年4月10日 - STVラジオ）
- 新浜レオン 今日も元気にがんばレオン。（TBSラジオ）

#### ネット配信
- ナオキとレオンの熱唱野球部（2022年11月12日 -  チャンネル銀河） - 真田ナオキと共演[23]

#### CM
- ピュアのおいしい酢（株式会社日本自然発酵）